# Кигели IV
Кигели IV (руанда и нем. Kigeli IV; 1840 — ноябрь 1895) — представитель руандийского монархического рода, король (мвами) Руанды (1853—1895).

## Биография
Был одним из последних правителей династии ньигинья, которая восходила к фигуре Гиханги, первого легендарного короля Руанды, представитель народности тутси с именем Рвабугири. Был первым королём в истории Руанды, вступившим в контакт с европейцами. Он создал армию, вооружённую оружием, которое он получил от немцев, и запретил большинству иностранцев, особенно арабов, въезжать в его королевство.
Правил с 1853 по 1895 г.; считался одним из самых могущественных королей Руанды. По мере централизации власти и расширения территории страны усилились давние традиции убухаке и убуреетва, практики вассального поведения, при которой труд и ресурсы обмениваются на политическую поддержку. Многие земли, аннексированные Рвабугири, такие как Бугойи, Бвишаза и Кингого на востоке, ранее не имели контактов со скотоводами тутси и были полностью заселены хуту. Период после аннексии привёл к сильному притоку тутси в эти районы. Сначала отношения между тутси и хуту в этих районах были в основном мирными и коммерческими. Однако после того, как Кигели IV установил более сильный административный механизм, он использовал силу для усмирения сопротивления, что привело к серии жестоких столкновений между силами хуту и Рвабугири. Примерно в 1870 г. он учредил королевский суд, который собирал трудовые взносы и требовал поставок продовольствия в Рубенгеру. В периоды неурожая накопившиеся излишки должны были перераспределяться по приказу короля среди самых бедных граждан в обмен на их труд.
К концу его правления государство было разделено на стандартизированную структуру провинций, районов, поселений и общин, управляемую иерархией вождей. Вожди были преимущественно представителями тутси при подавляющем преимуществе в составе населения народности хуту, некоторые исследователи считают его автором тактики, которая якобы впоследствии применялась Руандийским патриотическим фроном во время гражданской войны в Руанде «для сохранения господства тутси». Таким образом к началу XX века Руанда была единым государством с централизованной военной структурой.
Неожиданно скончался в сентябре 1895 г. во время экспедиции на территории современной Демократической Республики Конго, что привело к междоусобице между его потомками и гибели наследника трона Мибамбве IV.
Руанда была непохожа на другие африканские государства тем, что первоначально не была разделена между колониальными державами во время Берлинской конференции 1884 г., однако через несколько лет на Брюссельской конференции 1890 г. она была отнесена к Германской Восточной Африке. Тем не менее, попыток проникновения внутрь страны не проводились до 1893 г., когда немецкий исследователь граф Густав Адольф фон Гётцен возглавил экспедицию в Танганьику. В 1894 г. он был принят при дворе Кигели IV. В то время Германия прикладывала мало усилий для создания колониальной администрации, поскольку у них были ограниченные силы в Восточной Африке, а Руанда была густонаселённой территорией с существующей строгой административной системой. Однако смерть Кигели IV и последующий переворот ослабили государство и открыли окно для прямой колонизации Германии в 1897 г.